# Sông Bạch Đằng

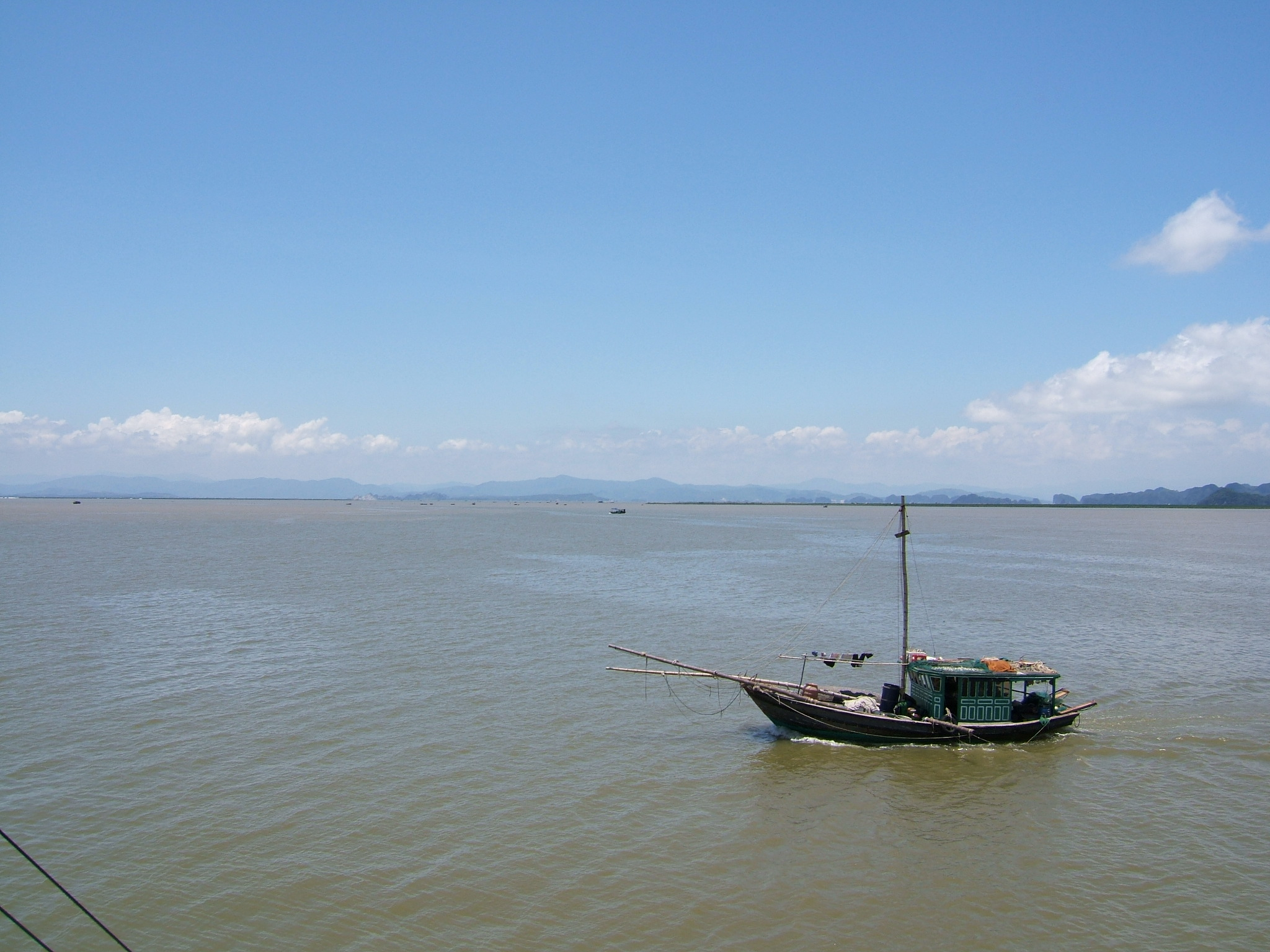
Mündungsbereich des Bạch Đằng bei Haiphong

Der Fluss Bạch Đằng (vietn. Sông Bạch Đằng, auch Bạch Đằng Giang) ist ein etwa 30 Kilometer langer Wasserlauf im Delta des Roten Flusses im Norden Vietnams. Es handelt sich dabei um den letzten Abschnitt des nördlichsten Mündungsarms des Roten Flusses und des damit verbundenen Thái Bình. Das Ästuar ist gezeitenbeeinflusst und mit Seeschiffen befahrbar.

## Verlauf

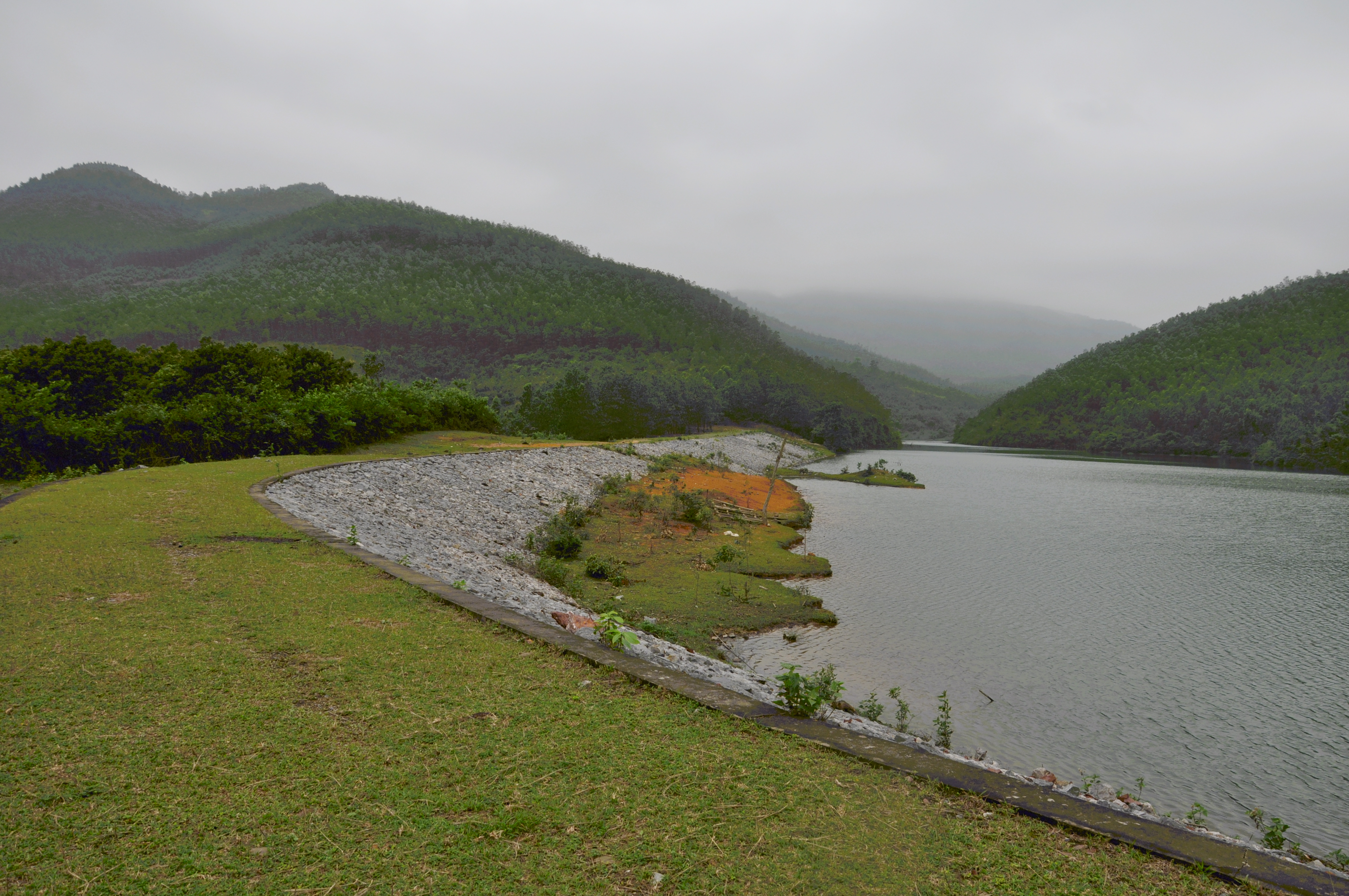
Der noch schmalere Đá Bạc bei Uông Bí

Der Fluss (beziehungsweise Flussabschnitt) geht südlich von Uông Bí aus dem Đá Bạc (oder Đá Bạch) hervor, der an dieser Stelle nach Süden abknickt (⊙). In der Regel wird im vietnamesischen Sprachgebrauch der nach Osten verlaufende Abschnitt noch als Đá Bạc und der sich anschließende, nach Süden verlaufende Abschnitt als Bạch Đằng bezeichnet.
Der Đá Bạc entsteht zuvor etwa 15 Kilometer weiter im Westen, südöstlich von Mạo Khê und nördlich von Lại Xuân, durch die Wiedervereinigung der Kinh-Thầy-Flussarme Sông Ha und Đá Vách (⊙).
Nach dem Übergang in den Bạch Đằng bildet der Fluss in seinem Verlauf nach Süden die Grenze zwischen dem Landkreis Quảng Yên (früher Yên Hưng) der Provinz Quảng Ninh im Osten und dem Landkreis Thủy Nguyên der Stadtprovinz Haiphong im Westen. Östlich der Kernstadt Haiphong fließt der Fluss bei den Inseln Đảo Hà Nam und Cát Hải am südwestlichen Ende der Halong-Bucht in den Golf von Tonkin (⊙).
Der Đá Bạc besitzt auf nahezu seiner gesamten Länge einen südlichen Seitenarm, den 18,5 Kilometer langen Sông Giá. Dieser geht bei der Phà-Rừng-Schiffswerft schließlich wieder im Hauptstrom (jetzt Bạch Đằng) auf (⊙), auf gleicher Flusshöhe zweigt jedoch wiederum der Nebenmündungsarm Sông Chanh ab. Dieser begrenzt zusammen mit dem Bạch-Đằng-Hauptarm (auch Nam Triệu genannt) die bereits genannte Insel Đảo Hà Nam.
Kurz vor der Mündung ins Meer geht auch noch der aus westlicher Richtung kommende Sông Cấm in den Bạch Đằng auf (⊙). Bei diesem Fluss handelt es sich um einen früheren Abzweig des gleichen Mündungsarms. An seinem Ufer liegt der Hafen von Haiphong, der wichtigste Güterumschlagsplatz im nördlichen Vietnam. Der Mündungsbereich des Bạch Đằng (in kombinierter Form auch Bạch Đằng–Cấm-Ästuar genannt) ist damit als Teil des stark frequentierten Seeweges nach Haiphong für die Schifffahrt Vietnams von großer Bedeutung.
Seit Anfang 2014 wird an der etwa 5 Kilometer langen Brücke Tân Vũ–Lạch Huyện gebaut, die nach der Fertigstellung die gesamte Bạch-Đằng-Mündung von der Kernstadt Haiphong bis auf die Insel Cát Hải überspannen soll.

## Historische und militärische Bedeutung

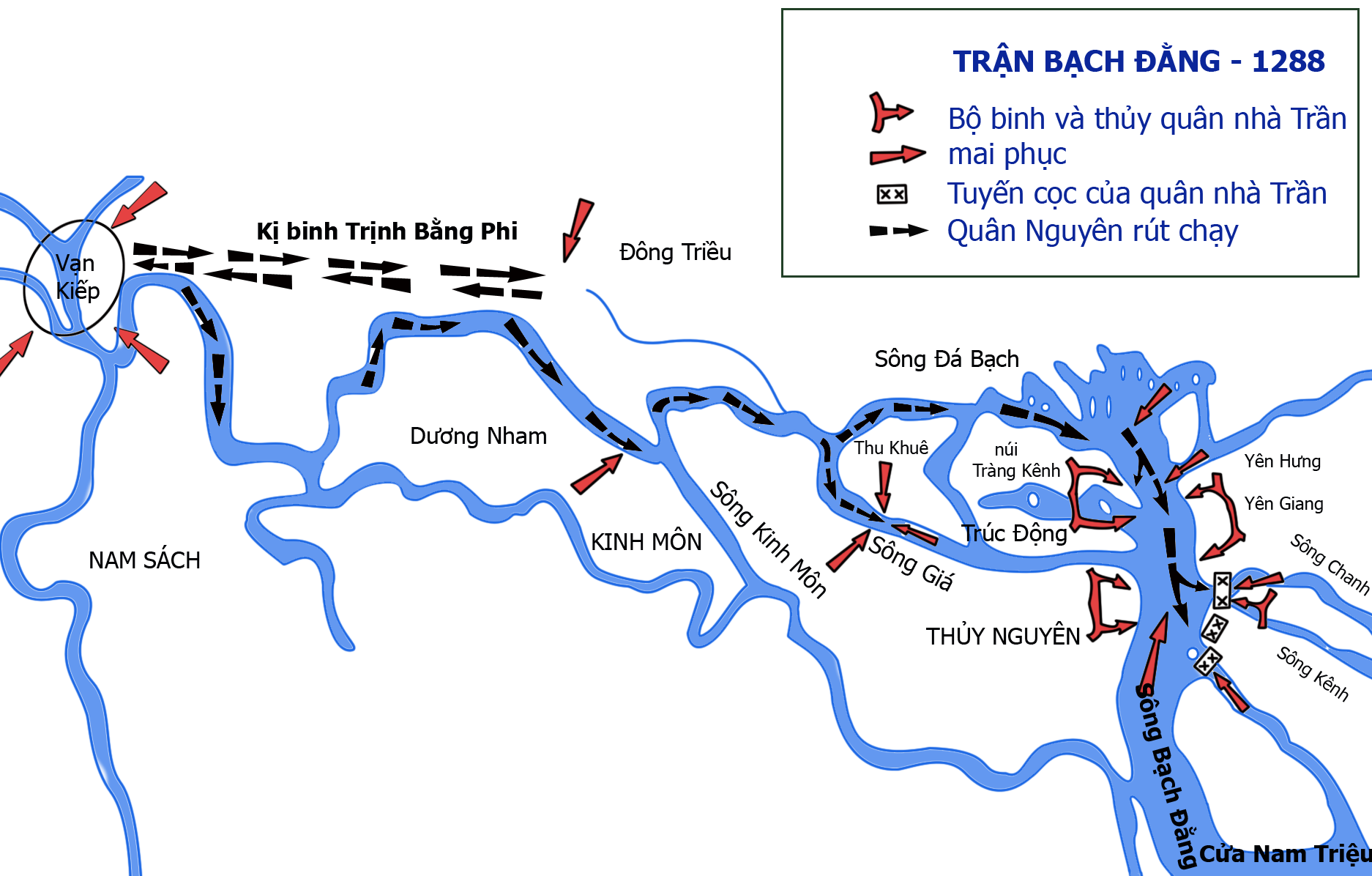
Karte der Schlacht von 1288.
Der genaue Schlachtverlauf ist allerdings unsicher.

Aus Norden – also China – kommend stellte der Wasserweg Bạch Đằng – Đá Bạch – Kinh Thầy – Sông Đuống die schnellste Verbindung nach Hanoi dar. Für chinesische Invasoren, die den Landweg durch das nur schwer zugängliche Grenzgebiet vermeiden wollten, war der Bạch Đằng die Stelle, an der sie erstmals vietnamesisches Territorium erreichten. Die Flussmündung war folglich im Laufe der Geschichte häufig umkämpft. Zweimal (938 und 1288) konnten die Vietnamesen hier in kombinierten See- und Landschlachten die Chinesen mit einer Hinterhalt-Taktik vernichtend schlagen und sich somit ihre Unabhängigkeit sichern, weshalb der Bạch Đằng in der Geschichte des Landes eine zentrale Rolle spielt.
In der ersten Schlacht im Jahr 938 besiegten die vietnamesischen Kräfte unter Ngô Quyền die Truppen der Südlichen Han und beendeten damit die etwa tausendjährige chinesische Herrschaft über Vietnam. Die Vietnamesen rammten bei Ebbe angespitzte Pfähle in den (damals noch recht flachen) Mündungsbereich und riegelten auf diese Weise alle Zugänge zum Fluss ab. Bei Flut lagen die Pfähle nicht sichtbar unter der Wasseroberfläche, so dass die chinesische Flotte in den Fluss gelockt werden konnte. Als das Wasser wieder absank, fuhren die Schiffe auf die Pfähle auf und schlugen leck. Die so bewegungslos gemachte Flotte konnte anschließend von den Vietnamesen umzingelt und besiegt werden.
981 fand eine weitere Schlacht zwischen den Vietnamesen unter Lê Hoàn und den Truppen der Song-Dynastie statt, die allerdings keine Entscheidung brachte. Die Vietnamesen konnten sich dennoch durchsetzen, da die parallel zur Flotte entsandte Landarmee im schwierigen Gelände aufgerieben wurde.
Der zweite große vietnamesische Sieg wurde in der dritten Schlacht im Jahr 1288 gegen die mongolische Yuan-Dynastie errungen. Der vietnamesische Anführer Trần Hưng Đạo, ein Mitglied der Trần-Dynastie, nutzte hierbei die gleiche Pfahl-Taktik wie bereits 350 Jahre zuvor, wobei man den feindlichen Flottenverband dieses Mal erst auf dem Rückweg abfangen und vernichten konnte. Die Mongolen unternahmen in der Folge keinen Versuch mehr, Vietnam zu erobern und begnügten sich wie bereits die chinesischen Kaiser vor ihnen mit einer Tributzahlung.
In späteren Jahrhunderten wurde der Fluss eingedämmt und in seinem Lauf stark verändert. Als in den 1960er-Jahren in Nordvietnam Feierlichkeiten zum Jahrestag der Schlachten stattfanden, waren der ursprüngliche Gewässerverlauf und der genaue Ort der Kampfhandlungen in Vergessenheit geraten.
Auch in späteren Konflikten spielte der Fluss noch eine Rolle: Während des Indochinakrieges fuhren französische Kriegsschiffe (darunter der Kreuzer Duguay-Trouin) bis in den Đá Bạch hinauf, um bei der Schlacht von Mạo Khê (Ende März 1951) mit ihrer Schiffsartillerie Unterstützungsfeuer zu leisten.